# Hérnia-das-crucíferas

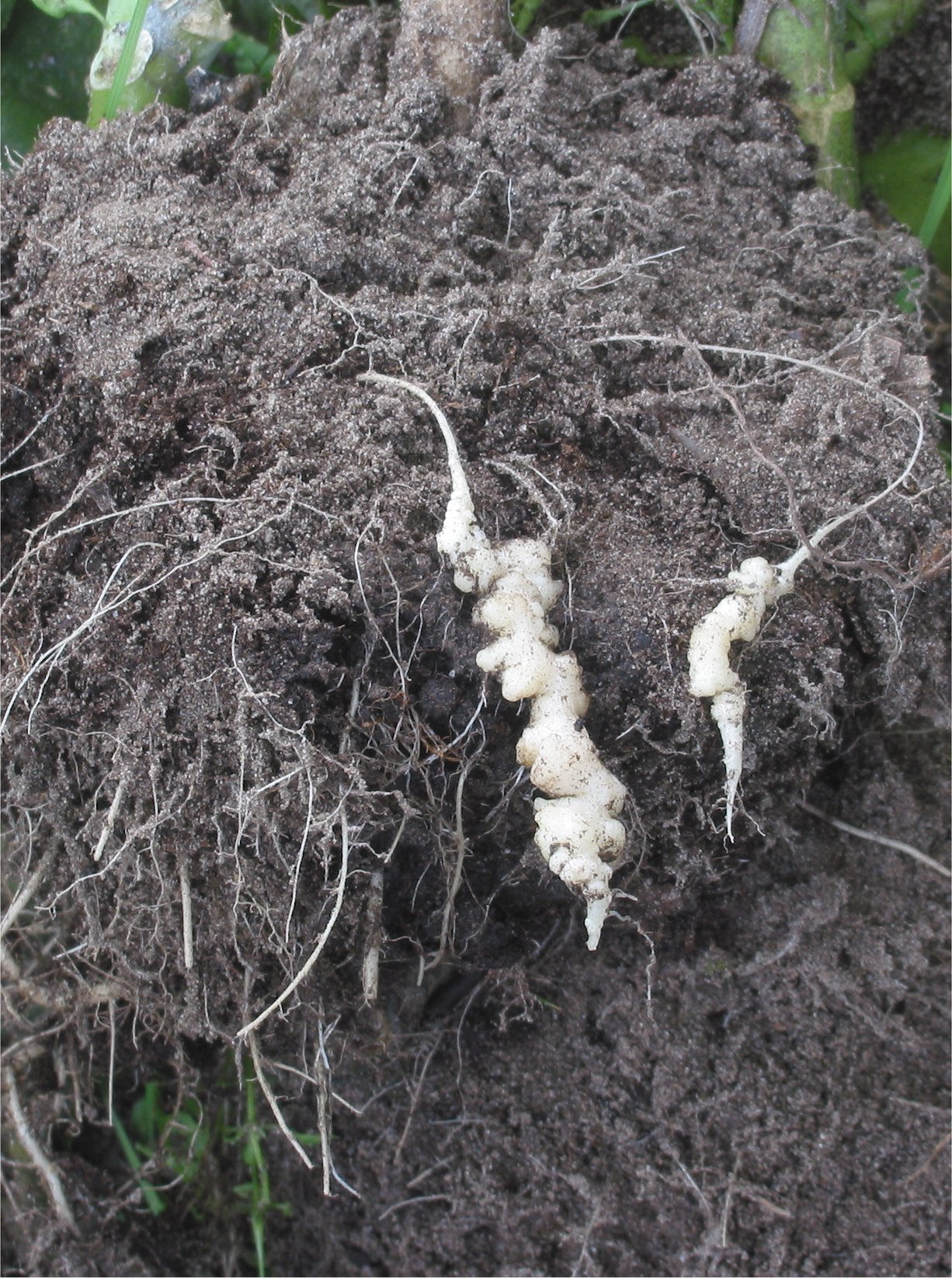
Planta atingida pela hérnia-das-crucíferas

A hérnia-das-crucíferas é uma doença causada em algumas hortaliças pelo fungo Plasmodiophora brassicae. Ataca preferencialmente plantas da família Cruciferae, como brócolis, couves e repolhos. Esse mal é também conhecido como potra.